# Schönenbaumgarten
Schönenbaumgarten ist eine Ortschaft der Gemeinde Langrickenbach im Bezirk Kreuzlingen des Kantons Thurgau in der Schweiz.
Von 1803 bis 1997 war Schönenbaumgarten eine Ortsgemeinde in der Munizipalgemeinde Illighausen. Am 1. Januar 1998 fusionierten die Ortsgemeinden Schönenbaumgarten, Dünnershaus, Herrenhof, Langrickenbach und Zuben zur politischen Gemeinde Langrickenbach.

## Geographie
Schönenbaumgarten liegt auf dem Seerücken gut sechs Kilometer südöstlich von Kreuzlingen.

## Geschichte
Die Siedlung wurde 1261 als ze dem schonen Bongarten erstmals erwähnt. Die bischöfliche Pfalzkapelle St. Peter in Konstanz besass 1377 Güter in Schönenbaumgarten. Vermutlich daher gehörte dieses teilweise zur Bischofshöri Konstanz und später zur Vogtei Eggen. 1288 erwarb das Kloster Münsterlingen von den Freiherren von Klingen die Vogteirechte über Schönenbaumgarten und fügte sie seiner Gerichtsherrschaft an, der das Dorf bis 1798 unterstellt blieb. Kirchlich war Schönenbaumgarten stets nach Altnau pfarrgenössig. 1798 bis 1803 bildete Schönenbaumgarten eine Munizipalität mit einem Agenten.
Der Kornbau erfolgte in drei Zelgen, daneben wurden Obst- und Grasbau, ab der Mitte des 19. Jahrhunderts vermehrt Milchwirtschaft betrieben. Bis 1870 standen zwei Mühlen mit einer Hanfreibe in Betrieb, auch eine Kalkbrennerei existierte. Schönenbaumgarten war noch im 20. Jahrhundert agrarisch geprägt. 1920 beschäftigte der erste Wirtschaftssektor 75 % der Erwerbstätigen, 1980 33 %. Der dritte Sektor nahm von 4 % im Jahr 1920 auf 41 % 1980 zu.

## Bevölkerung
| Jahr         | 1831  | 1850  | 1900  | 1950  | 1990  | 2000  | 2010  | 2018  | 2023  |
| Ortsgemeinde | 93    | 98    | 94    | 110   | 139   |       |       |       |       |
| Ortschaft    |       |       |       |       |       | 142   | 132   | 153   | 163   |
| Quelle       | [ 3 ] | [ 3 ] | [ 3 ] | [ 3 ] | [ 3 ] | [ 4 ] | [ 5 ] | [ 2 ] | [ 6 ] |

|  |

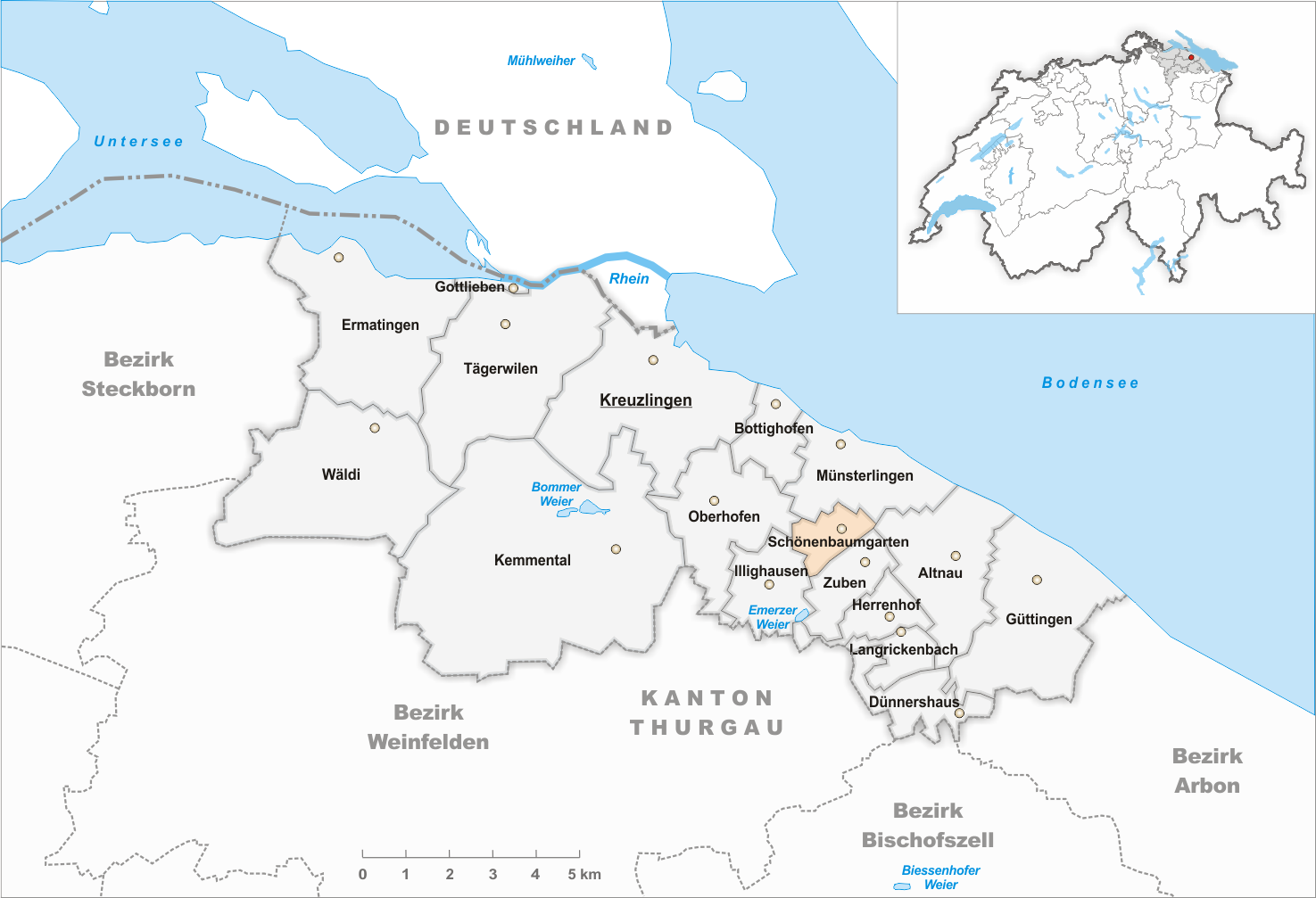
Gemeindestand vor der Fusion im Jahr 1998

Von den insgesamt 163 Einwohnern der Ortschaft Schönenbaumgarten am 31. Dezember 2023 waren 31 bzw. 19,0 % ausländische Staatsbürger. 53 (32,5 %) waren evangelisch-reformiert und 31 (19,0 %) römisch-katholisch.